# Kreisliga Mittelsachsen
Die Kreisliga Mittelsachsen war eine der obersten Fußballligen des Verbandes Mitteldeutscher Ballspiel-Vereine (VMBV). Sie wurde 1919 im Zuge einer Spielklassenreform seitens des VMBV ins Leben gerufen und bestand bis 1923. Der Sieger qualifizierte sich für die Endrunde der mitteldeutschen Fußballmeisterschaft.

## Überblick
1919 beschloss der VMBV, über die bestehenden Gauligen sogenannte Kreisligen als erste Spielklassen einzuführen, die mehrere Gaue beinhalteten. Zuvor war die Anzahl an erstklassigen Ligen teilweise bereits auf über 20 angestiegen, was eine Verwässerung des Spielniveaus in der mitteldeutschen Fußballendrunde verursachte. Die Kreisliga Mittelsachsen beinhaltete die Gaue Erzgebirge, Mittelsachsen, Obererzgebirge und Südwestsachsen und wurde mit zehn Teilnehmern ausgespielt. Zur Spielzeit 1923/24 wurden die Kreisligen wieder abgeschafft, fortan bildeten erneut die zahlreichen Gauligen die ersten Spielklassen innerhalb es VMBVs, wobei die ehemalige Gauliga Mittelsachsen fortan den Namen Gauliga Nordsachsen bekam und die Gauliga Südwestsachsen den Namen Gauliga Mittelsachsen erhielt.
Die Kreisliga Mittelsachsen wurde von den Chemnitzer Vereinen aus dem Gau Südwestsachsen dominiert, die alle Kreismeisterschaften unter sich ausmachten. Aus den Gauen Erzgebirge und Obererzgebirge schaffte es in den vier Jahren kein Verein, in diese Liga aufzusteigen. Aus dem Gau Mittelsachsen gelang dies nur dem Riesaer SV. Der Chemnitzer BC konnte sich die letzten beiden ausgespielten Kreismeisterschaften sichern, zuvor kamen je einmal des SC National Chemnitz und der SV Sturm Chemnitz zu Meisterschaftsehren. In den von 1920 bis 1922 als Rundenturnier ausgetragenen Endrunden konnte nur der Chemnitzer BC erfolgreich oben mitspielen. Er wurde in der Saison 1921/22 Vizemeister Mitteldeutschlands. In der als K.-o.-Runde ausgetragene Endrunde 1922/23 konnte der Verein durch einen 2:1-Sieg über Concordia Plauen das Halbfinale erreichen.

## Meister der Kreisliga Mittelsachsen 1920–1923
| Jahr    | Kreismeister Mittelsachsen | Abschneiden mitteldt. Meisterschaft a | Mitteldeutscher Meister     |
| ------- | -------------------------- | ------------------------------------- | --------------------------- |
| 1919/20 | SC National Chemnitz       | Ausscheidungsspiel                    | VfB Leipzig                 |
| 1920/21 | SV Sturm Chemnitz          | 5/7                                   | FC Wacker Halle             |
| 1921/22 | Chemnitzer BC              | 2/7                                   | SpVgg 1899 Leipzig-Lindenau |
| 1922/23 | Chemnitzer BC              | Halbfinale                            | SV Guts Muts Dresden        |

## Rekordmeister
Rekordmeister der Kreisliga Mittelsachsen ist der Chemnitzer BC mit zwei Titelgewinnen.
|  | Verein               | Titel | Jahr             |
|  | -------------------- | ----- | ---------------- |
|  | Chemnitzer BC        | 2     | 1921/22, 1922/23 |
|  | SC National Chemnitz | 1     | 1919/20          |
|  | SV Sturm Chemnitz    | 1     | 1920/21          |

## Ewige Tabelle
Berücksichtigt sind alle überlieferten Spielzeiten der erstklassigen Kreisliga Mittelsachsen von 1919 bis 1923.
| Pl. | Verein                    | Jahre | Sp. | S  | U | N  | T+  | T-  | Diff. | Punkte | Ø-Pkt. | Titel | Gau            |
| --- | ------------------------- | ----- | --- | -- | - | -- | --- | --- | ----- | ------ | ------ | ----- | -------------- |
| 1.  | Chemnitzer BC             | 4     | 42  | 28 | 3 | 11 | 104 | 44  | +60   | 59:25  | 1,4    | 2     | Südwestsachsen |
| 2.  | SC National Chemnitz      | 4     | 42  | 21 | 5 | 16 | 82  | 62  | +20   | 47:37  | 1,12   | 1     | Südwestsachsen |
| 3.  | SV Teutonia 1901 Chemnitz | 3     | 38  | 20 | 4 | 14 | 87  | 50  | +37   | 44:32  | 1,16   | 0     | Südwestsachsen |
| 4.  | SV Sturm Chemnitz         | 4     | 42  | 16 | 6 | 20 | 78  | 83  | −5    | 38:46  | 0,9    | 1     | Südwestsachsen |
| 5.  | VfB Chemnitz              | 3     | 38  | 13 | 8 | 17 | 57  | 76  | −19   | 34:42  | 0,89   | 0     | Südwestsachsen |
| 6.  | FC Preussen Chemnitz      | 2     | 28  | 12 | 5 | 11 | 66  | 59  | +7    | 29:27  | 1,04   | 0     | Südwestsachsen |
| 7.  | Mittweidaer FC 1899       | 3     | 38  | 8  | 5 | 25 | 42  | 113 | −71   | 21:55  | 0,55   | 0     | Mittelsachsen  |
| 8.  | Riesaer SV                | 1     | 16  | 7  | 3 | 6  | 23  | 31  | −8    | 17:15  | 1,06   | 0     | Südwestsachsen |
| 9.  | SC Hellas Chemnitz        | 1     | 16  | 5  | 1 | 10 | 17  | 38  | −21   | 11:21  | 0,69   | 0     | Südwestsachsen |